# Hannah Spearritt
Hannah Spearitt (Great Yarmouth, 1 de Abril de 1981) é uma cantora e atriz britânica ex-integrante do S Club 7.

## Carreira
Desde pequena, Hannah passava a atuar em pequenas peças de teatro e em propagandas de televisão. Em 1998, Hannah foi descoberta pelo empresário Simon Fuller para fazer parte do grupo musical S Club 7, que mais tarde veio a se separar e se chamar apenas S Club. O grupo foi um dos maiores sucessos com hits como Never Had A Dream Come True, Bring It All Back To You e S Club Party. Com o desmembramento do grupo em 2003 um conjunto sucessor da banda, e passou a ser chamado de S Club 8. Um ano após a saída do grupo, a popularidade de Hannah aumentou, fazendo papéis de coadjuvante em Agent Cody Banks 2: Destination London, como a espiã inglesa Emily Summers e em O Filho de Chucky como a assessora de Jennifer Tilly, Joan Lowintsky.

## Filmografia
| Filmes | Filmes                                  | Filmes         |
| Ano    | Título (Brasil)                         | Papel          |
| ------ | --------------------------------------- | -------------- |
| 2003   | Dose Dupla (Seeing Double)              | Ela Mesma      |
| 2004   | O Filho de Chucky                       | Joan Lowintsky |
| 2004   | Agent Cody Banks 2: Destination London  | Emily Summers  |
| 2007   | Little Lilly in Chapter 1: Colour Blind | Little Lilly   |
| 2007   | Little Lilly in Chapter 2: Fish         | Little Lilly   |
| 2008   | Little Lilly in Chapter 3: U Turn       | Little Lilly   |
| 2010   | Bubble Wrapped                          | Woman (Mulher) |

| Televisão | Televisão                       | Televisão                                |
| Ano       | Título Original                 | Papel                                    |
| --------- | ------------------------------- | ---------------------------------------- |
| 1998      | The Cater Street Hangman        | Lily                                     |
| 1999      | Miami 7                         | Ela Mesma                                |
| 1999      | Boyfriend and Birthdays         | Ela Mesma                                |
| 1999      | The Greatest Store in the World | Ela Mesma                                |
| 2000      | L.A.7                           | Ela Mesma                                |
| 2000      | S Club 7 Go Wild                | Ela Mesma                                |
| 2000      | Christmas Special               | Ela Mesma                                |
| 2001      | Hollywood 7                     | Ela Mesma                                |
| 2001      | S Club Search                   | Ela Mesma                                |
| 2002      | Viva S Club                     | Ela Mesma                                |
| 2005      | Blessed                         | Girl Thing member (Membro do Girl Thing) |
| 2007–2011 | Primeval                        | Abby Maitland                            |
| 2007      | At Bertram's Hotel              | Tilly Rice                               |

## Musicais
- 1994–1995 - Pendragon
- 1996 - Tin Pan Ali
- 1997 - Bugsy Malone (como Louella)
- 2005 - Snow! The Musical (como Jilly)